# Lal-lo
Lal-lo is een gemeente in de Filipijnse provincie Cagayan op het eiland Luzon. Bij de laatste census in 2007 had de gemeente bijna 40 duizend inwoners.

## Geografie

### Bestuurlijke indeling
Lal-lo is onderverdeeld in de volgende 35 barangays:
| - Abagao - Alaguia - Bagumbayan - Bangag - Bical - Bicud - Binag - Cabayabasan - Cagoran - Cambong - Catayauan - Catugan | - Centro - Cullit - Dagupan - Dalaya - Fabrica - Fusina - Jurisdiction - Lalafugan - Logac - Magallungon - Magapit - Malanao | - Maxingal - Naguilian - Paranum - Rosario - San Antonio - San Jose - San Juan - San Lorenzo - San Mariano - Santa Maria - Tucalana |

## Demografie
Lal-lo had bij de census van 2007 een inwoneraantal van 39.607 mensen. Dit zijn 3.078 mensen (8,4%) meer dan bij de vorige census van 2000. De gemiddelde jaarlijkse groei komt daarmee uit op 1,12%, hetgeen lager is dan het landelijk jaarlijks gemiddelde over deze periode (2,04%). Vergeleken met de census van 1995 is het aantal mensen met 7.451 (23,2%) toegenomen.

De bevolkingsdichtheid van Lal-lo was ten tijde van de laatste census, met 39.607 inwoners op 702,8 km², 45,8 mensen per km².